# The Complete Masterworks
The Complete Masterworks är en dvd på två skivor av de komiska rockarna Tenacious D. Skivorna innehåller deras tv-serie, (Tenacious D), som gick på HBO, livematerial från en spelning vid Brixton Academy deras musikvideor mm. 

## Skiva 1 - For The Fans
Live vid Brixton Academy, 3 november, 2002
1. Flash
2. Wonderboy
3. Explosivo
4. Medley - Mr. Brownstone, Don't Fear the Reaper, Paranoid Android and Crazy Train
5. Karate
6. Kyle Quit The Band
7. Friendship
8. Kielbasa
9. Dio
10. The Road
11. The Cosmic Shame
12. Fuck Her Gently
13. Tribute
14. Rock Your Socks
15. Double Team

Tv-serien
1. Search For Inspirado
2. Angel In Disguise
3. Death Of A Dream
4. The Greatest Song In The World
5. The Fan
6. Road Gig

## Skiva 2 - For the Psycho Fans
Korta dokumentärer
1. In the Studio with Tenacious D
2. On the Road with Tenacious D

Sketcher
1. JB's BJ
2. Rock Star Sperm For Sale
3. Butt Baby

Tv-framträdanden
1. Mad TV - March 2002
2. Crank Yankers - April 2002
3. Late Night With Conan O'Brien
4. Saturday Night Live - December 2006

Musikvideor
1. Tribute
2. Making of Tribute
3. Wonderboy
4. Making of Wonderboy
5. Fuck Her Gently

Extra
1. Reklam för The Osbournes
2. Reklam för albumet Tenacious D
3. På baksidan av DVD:n, finns ett grönt gitarrplektrum (döpt 'The Pick') vilket liknar "The Pick of Destiny", vilket Tenacious D söker i sin film med samma namn.